# Zăzulenii Vechi, Ungheni
Zăzulenii Vechi este un sat din componența comunei Negurenii Vechi din raionul Ungheni, Republica Moldova.